# Muzej grada Beograda
Muzej grada Beograda je muzejska institucija osnovana 5. oktobra 1903. godine, koja ima 132.000 zvanično registrovanih predmeta.

## Istorija
Smatra se da je Muzej grada Beograda osnovan 5. oktobar 1903. kada je u registru Opštine grada Beograda zabeležena odluka, koju je potpisao Kosta D. Glavinić, o smeštaju opštinskog muzeja u Narodni muzej, u jednu posebnu sobu na čijim je vratima nominovano: Opštinski muzej. U decembru 2006. Skupština grada Beograda dodelila je Muzeju grada Beograda zgradu Nove vojne akademije, sagrađenu 1899. godine, u Resavskoj ulici broj 40. Projekat rekonstrukcije i uređenja zgrade gde je planirano da se po završetku radova useli Muzej grada Beograda, realizovao je arhitekta prof. Goran Vojvodić.
Od 2015 godine, u Muzeju grada Beograda se održava koncertna sezona pod nazivom "Muzički svodovi Beograda" koja je pokrenuta na inicijativu organizacije "Kulturni element". U okviru sezone je održan niz koncerata, predstava i performansa u raznim objektima Muzeja grada. Ti programi su ubrajani među najposećenije programe Muzeja grada Beograda.
Muzeju je dodeljen Sretenjski orden prvog stepena (2024).

## Sektori i odeljenja
Muzej danas čine tri glavna odeljenja u okviru kojih se prikupljaju, štite i istraživački obrađuju pokretna kulturna dobra:
- Arheološko[5]
- Istorijsko i
- Odeljenje za istoriju kulture i umetnosti

uz koje deluju i Odeljenje za konzervaciju i Dokumentacioni centar.
U sastavu Muzeja grada Beograda su:
- Konak kneginje Ljubice[6]
- Muzej Paje Jovanovića[7]
- Muzej Ive Andrića[8]
- Muzej Jovana Cvijića[9]
- Muzej Tome Rosandića[10]
- Muzej Banjičkog logora[11]
- Zavičajni muzej Zemuna[12]
- Muzej Mladenovca[13]
- Arheološko nalazište Vinča[14]
- Legat Pave i Milana Sekulić[15]

kao i još jedan broj nepokretnih i pokretnih legata koje je Skupština grada Beograda poverila Muzeju na staranje, a sada se neki od njih dodeljuju Kući legata, odnosno izlaze iz sklopa rada Muzeja grada Beograda.
Muzej čuva niz starih mapi i planova grada Beograda.

## Stalne postavke
Stalne postavke Muzeja grada Beograda su:
- Konak kneginje Ljubice
- Muzej Paje Jovanovića
- Muzej Jovana Cvijića
- Muzej Ive Andrića
- Muzej Tome Rosandića
- Muzej Banjičkog logora
- Zbirka ikona Sekulić
- Arheološki lokalitet Vinča
- Muzej Mladenovca

## Legati
Legati Muzeja grada Beograda su:
- Legat Paje Jovanovića
- Legat Bete Vukanović
- Legat Tome Rosandića
- Legat Pave i Milana Sekulić
- Legat Petra Popovića
- Legat Petra Konjovića
- Legat Jugoeksport
- Legat Perić
- Legat Darinke Smodlaka
- Legat Robetra Cihler Gašparevića
- Legat Vladimira Marinovića
- Legat Jovana Subotića
- Legat Ive Andrića
- Legat Branislava Nušića
- Legat Branimira Ćosića
- Legat Jovana Cvijića
- Legat Đorđa Novakovića
- Legat Svetozara Dušanića
- Legat Milana Zlokovića
- Legat Dejana Medakovića

## Spoljašnje veze
- Zvanična prezentacija Muzeja grada Beograda
- Biseri Muzeja grada Beograda virtuelno pred publikom („Politika”, 8. maj 2017)